# Brabantse Buitensteden en Woensdrecht
Brabantse Buitensteden en Woensdrecht is een streekplanregio in de provincie Noord-Brabant, bestaande uit de Stedelijke regio Bergen op Zoom - Roosendaal en Woensdrecht. Het plangebied van de 3 gemeenten beslaat zo'n 292,34km² en telt bijna 165.000 inwoners.
De regio is ontstaan in 2002 met het streekplan Noord-Brabant 2002. Onderdeel daarvan is het uitwerkingsplan Brabantse Buitensteden en Woensdrecht, waarin de ruimtelijke ontwikkeling voor de regio tot 2015 is vastgesteld.
In het uitwerkingsplan is vastgelegd waar woningbouw en bedrijventerrein gerealiseerd moet worden maar ook welke locaties bewaard blijven als natuurgebied.
De regio had in december 2014 164.838 inwoners, 11.600 bedrijfsvestigingen en 75.780 banen.
| Gemeente       | Inwoners | Banen  | Bedrijven |
| -------------- | -------- | ------ | --------- |
| Roosendaal     | 76.874   | 37.570 | 5.560     |
| Bergen op Zoom | 66.320   | 29.580 | 4.515     |
| Woensdrecht    | 21.644   | 8.630  | 1.525     |
| Totaal:        | 164.838  | 75.780 | 11.600    |

Bron: CBS Statline, december 2014
Brabantse Buitensteden en Woensdrecht · 
Breda-Tilburg · 
Metropoolregio Eindhoven · 
Uden-Veghel · 
Waalboss